# Dialeurodes anjumi
Dialeurodes anjumi là một loài côn trùng cánh nửa trong họ Aleyrodidae, phân họ Aleyrodinae.
Dialeurodes anjumi được Qureshi miêu tả khoa học đầu tiên năm 1980.